# Wyatt Oleff
Wyatt Jess Oleff (Chicago, 13 de Julho de 2003) é um ator americano. Conhecido por interpretar o papel de Stanley Uris no filme de terror sobrenatural de 2017, It: Capítulo 1, bem como em sua sequência de 2019. Oleff também teve um papel menor nos filmes da Marvel Studios, Guardiões da Galáxia e Guardiões da Galáxia Vol. 2 , como o jovem Peter Quill. Atualmente ele interpreta Stanley Barber na série de televisão, I Am Not Okay With This da Netflix.

## Vida
Wyatt Oleff nasceu em Chicago, Illinois, filho de Doug e Jennifer Oleff, morando lá nos primeiros sete anos de sua vida. Ele então se mudou para Los Angeles com seus pais e começou a atuar. Um de seus primeiros papéis como ator foi em um comercial para Coldwell Banker.

## Filmografia

### Filmes
| Ano  | Título                      | Papel              | Notas |
| ---- | --------------------------- | ------------------ | ----- |
| 2014 | Someone Marry Barry         | J.T, Son           |       |
| 2014 | Guardiões da galáxia        | Jovem Peter Quill  |       |
| 2017 | Guardiões da Galáxia Vol. 2 | Jovem Peter Quill  |       |
| 2017 | It (2017)                   | Stanley Uris       |       |
| 2019 | It: Capítulo Dois           | Jovem Stanley Uris |       |

### Séries
| Ano  | Título                  | Papel                 | Notas |
| ---- | ----------------------- | --------------------- | ----- |
| 2012 | Animal Practice         | Jovem George          |       |
| 2013 | Middle Age Rage         | Oliver Bobeck         |       |
| 2013 | Suburgatory             | Kevuel                |       |
| 2013 | Shake it Up!            | Byron                 |       |
| 2013 | Once Upon a Time        | Jovem Rumplestiltskin |       |
| 2014 | Scorpion                | Owen                  |       |
| 2015 | The History of Us       | Jovem Andrew          |       |
| 2020 | I Am Not Okay with This | Stanley Barber        |       |